# Williams Inlet
Das Williams Inlet ist eine Bucht im Südwesten der Alexander-I.-Insel vor der Westküste der Antarktischen Halbinsel. In diese Nebenbucht des Bach Inlet mündet der Dargomyschski-Gletscher.
Luftaufnahmen entstanden 1947 bei der US-amerikanischen Ronne Antarctic Research Expedition (1947–1948) sowie 1959 durch den Falkland Islands Dependencies Survey. Diese dienten dem britischen Geographen Derek Searle im Jahr 1963 bei der Kartierung der Bucht. Durch Landsat-Aufnahmen aus dem Jahr 1973 ließ sich die geografische Position präzisieren. Das UK Antarctic Place-Names Committee benannte sie am 11. Juni 1980 nach dem britischen Komponisten Ralph Vaughan Williams (1872–1958).